# Laax
Laax (rétorománsky Lags) je obec ve švýcarském kantonu Graubünden, okresu Surselva. Nachází se asi 21 kilometrů jihozápadně od kantonálního hlavního města Churu, v nadmořské výšce 1 016 metrů. Má zhruba 2 000 obyvatel.
Jde o známé středisko zimních sportů a také oblíbenou turistickou destinaci.

## Geografie
Území obce se rozkládá od údolní oblasti Laaxer Tobel až po hranici kantonů Graubünden a Glarus a ledovec Vorab, nacházející se na svazích stejnojmenné, 3 028 metrů vysoké hory. V obci se nacházejí jezera Lag digl Oberst a Laaxersee. Nad Laaxem leží masiv Uaul Taviarna, známý svou populací tetřeva hlušce. Východně od obce se nachází hluboká rokle, kterou si říčka Ual da Mulin prorazila cestu skrz sutiny sesuvu od Flims.

## Historie

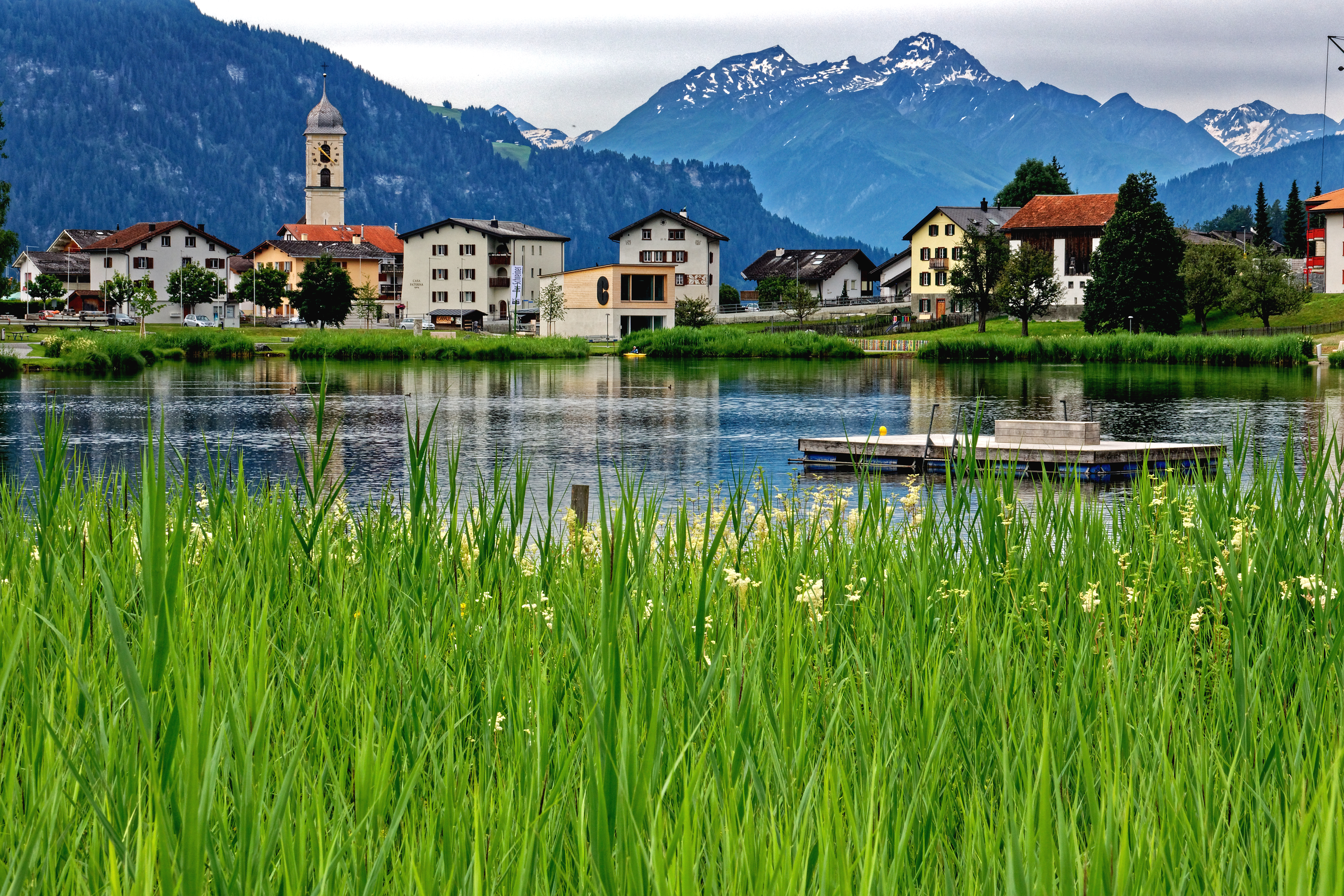
Centrum Laaxu s jezerem Laaxersee

První nepřímá zmínka o Laaxu pochází z roku 765, kdy biskup Tello z Churu odkázal klášteru Disentis četné oblasti dolní Surselvy, včetně dědictví v podobě vesnice Flemme (Flims). V jeho závěti jsou uvedena jména polí na půdě dnešní obce.
První přímá zmínka o obci Laax pochází z roku 1290 z rejstříku katedrály v Churu. Habsburský urbář z roku 1309 zmiňuje trh a dvůr svobodných pánů z Laaxu. V roce 1428 se místní svobodníci vykoupili z područí hraběte Rudolfa VII. z Werdenbergu-Sargans za 300 zlatých dukátů. V roce 1677 zasvětil Udalrich de Mont, biskup z Churu, nový kostel v Laaxu patronům Gallovi a Otmarovi.
Ve středověku Laax vytvořil se Sagogn jednu komunitu s právem trhu. Teprve v 19. století byly obě části definitivně odděleny. Laax patřil k Sagogn i po církevní stránce, ale v roce 1525 se osamostatnil a byl zde založen vlastní farní kostel (sv. Otmara a Galluse). Po zrušení místního soudu v roce 1851 byla obec přiřazena k okresu Ilanz.
V roce 1880 byl v Laaxu postaven první hotel Seehof, který odstartoval éru turistického ruchu.

## Obyvatelstvo
| Rok            | 1850 | 1900 | 1950 | 1970 | 2000 | 2010 | 2016 | 2019 | 2020 |
| Počet obyvatel | 277  | 280  | 328  | 480  | 1150 | 1551 | 1725 | 1885 | 1974 |

## Lyžařské středisko

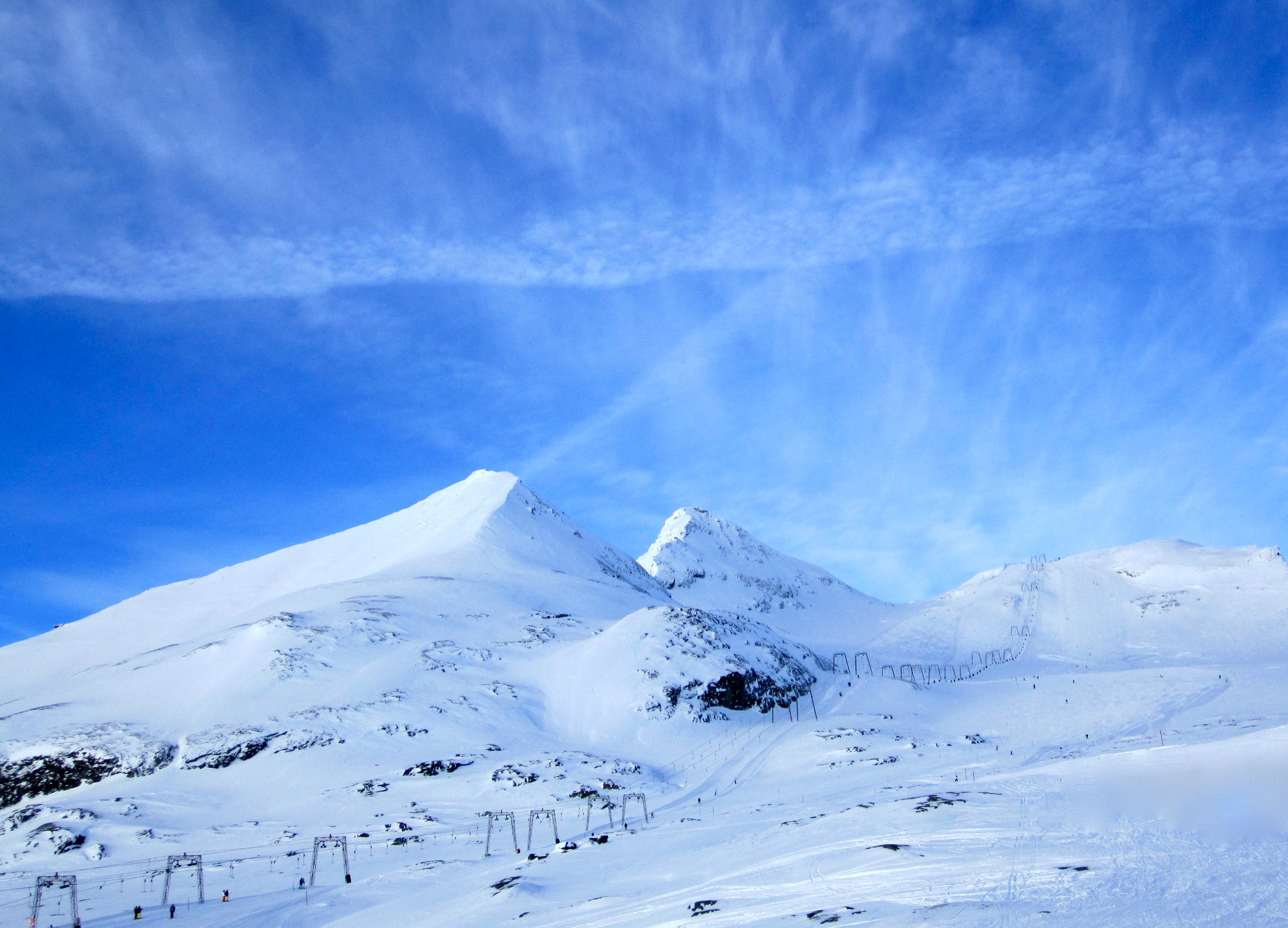
Laax-Vorab v zimě

Nad Laaxem se rozkládá stejnojmenná lyžařská oblast s 224 kilometry sjezdovek a 28 lanovkami a vleky. Rozkládá se na území obcí Flims, Laax a Falera. Lyžuje se na ledovci Vorab. Lyžařský areál provozuje skupina Weisse Arena. Skupina Weisse Arena vznikla v roce 1996 fúzí horských drah Crap Sogn Gion a Flims. Crap Sogn Gion byl otevřen pro cestovní ruch v roce 1962.

## Doprava
Obec leží na kantonální hlavní silnici č. 19 v trase Tamins – Disentis – Andermatt. Veřejnou dopravu zajišťují žluté autobusy Postauto.